# Volo American Eagle 5452
Il volo American Eagle 5452, ufficialmente operante come volo Executive Air Charter 5452, era un volo per pendolari tra l'aeroporto internazionale Luis Muñoz Marín di San Juan, Porto Rico e l'aeroporto Eugenio María de Hostos di Mayagüez. Il volo era operato da Executive Air Charter per conto della American Eagle, utilizzando un CASA C-212 Aviocar. L'8 maggio 1987 le condizioni meteorologiche permettevano la condotta del volo a vista ma durante l'avvicinamento finale l'aereo si schiantò a 600 piedi dalla pista 09, distruggendo il velivolo e uccidendo entrambi i piloti; i quattro passeggeri a bordo sopravvissero all'impatto, riportarono solo lievi ferite.

## L'incidente
Il volo 5452 decollò con cinque minuti di ritardo, alle 6:20, da San Juan con quattro passeggeri a bordo. Mezz'ora dopo, mentre l'aereo si trovava in fase di atterraggio presso la pista 09 dell'aeroporto di Mayagüez, i testimoni riferirono di aver sentito il motore emettere suoni irregolari, quindi videro il velivolo inclinarsi a sinistra e impattare al suolo a prima della pista finendo contro la recinzione perimetrale dell'aeroporto. Dopo l'incidente scoppiò un incendio, domato in pochi minuti dai vigili del fuoco dell'aeroporto. Inizialmente venne riferito che il pilota aveva perso il controllo durante l'atterraggio.

## L'aereo
L'aereo, un CASA C-212~C registrato N432CA, entrò in servizio per la Executive Air Charter nell'ottobre 1986, dopo essere stato acquistato dalla Prinair. A seguito dell'impatto dello schianto e del successivo incendio, l'aereo rimase distrutto. L'aeromobile coinvolto nell'incidente presentava precedenti problemi di manutenzione legati alle prestazioni del gruppo motopropulsore, in particolare alla coppia fornita dal motore. Infatti, appena un giorno prima dell'incidente, il reparto manutenzione di Executive era intervenuta per risolvere i problemi agendo sul passo delle pale dell'elica.

## L'equipaggio
Il capitano e pilota ai comandi, Franklin Rivera Velez, 44 anni, era in possesso della licenza di pilota di linea (ATPL); al momento dell'incidente aveva totalizzato 20 anni di esperienza come pilota con circa 10.000 ore di volo totali, suddivise in circa 5.000 ore su aerei con motore a turbina, di cui 4.500 ore nel de Havilland Canada DHC-6 Twin Otter, e 473 ore sul CASA C-212. Anche il primo ufficiale, Reynold E. Santiaqo Cordero, 32 anni, era in possesso di una licenza ATPL. Aveva 10 anni di esperienza come pilota, con circa 4.473 ore, di cui 459 ore sul CASA C-212, anche se non aveva ancora ottenuto l'abilitazione per questo tipo di aereo.

## Le indagini
Il National Transportation Safety Board (NTSB) si occupò delle indagini. Gli inquirenti notarono subito una certa analogia tra il volo 5452 e il volo Northwest Airlink 2268, un altro CASA C-212 schiantatosi a Detroit all'inizio di quell'anno. L'indagine non poté contare sui registratori dei dati di volo o di suoni, che all'epoca non erano obbligatori su voli di quel tipo; nemmeno i dati radar furono disponibili, poiché la torre di controllo di Mayagüez era stata chiusa dalla Federal Aviation Administration causa problemi di bilancio. Le strutture aeroportuali, tuttavia, non influirono sulla condotta di volo e sul successivo schianto.
L'NTSB stabilì subito che il capitano Velez aveva effettuato un avvicinamento instabile, scendendo ripidamente e troppo vicino alla pista. Di conseguenza, il capitano non avrebbe avuto tempo sufficiente per correggere i problemi man mano che si presentavano. Inoltre, i flap dell'aereo sono stati trovati in posizione retratta, una procedura non appropriata per quella specifica fase di volo. L'NTSB ipotizzò che i piloti si fossero dimenticati di impostare i flap o che li avessero ritirati in modo errato durante il tentativo di riattaccata. L'errata configurazione dei flap potrebbe aver contribuito allo stallo.
Le indagini stabilirono che la causa dello schianto non fosse da attribuirsi inequivocabilmente a un errore del pilota, sebbene questi ebbe un ruolo fondamentale nella condotta del velivolo effettuata in modo errato, ma piuttosto a problemi di manutenzione presso Executive Air Charter. I piloti che volarono sullo stesso aereo durante voli precedenti a quello dello schianto avevano riscontrato una certa difficoltà da parte dei motori a fornire la spinta necessaria, ma il problema non venne affrontato in modo adeguato dai tecnici addetti alla manutenzione. Sembrava probabile che al momento dell'incidente uno dei motori avesse ridotto al minimo la potenza erogata, provocando una spinta asimmetrica e una perdita di velocità.
L'NTSB concluse che la manutenzione programmata e le ispezioni dell'aereo da parte di Executive Air Charter non erano risultate eseguite in conformità con il programma di manutenzione approvato e che il modo in cui vennero registrate le ispezioni richieste delle attività di manutenzione e la successiva approvazione dell'aereo per il ritorno in servizio non furono condotte secondo le corrette procedure di manutenzione.